# 马加丹时间
|  | 時區   | 名稱                        |
|  | ------ | --------------------------- |
|  | UTC+2  | MSK−1: 加里宁格勒时间       |
|  | UTC+3  | MSK:+1 莫斯科时间           |
|  | UTC+4  | MSK+1: 萨马拉时间           |
|  | UTC+5  | MSK+2: 叶卡捷琳堡时间       |
|  | UTC+6  | MSK+3: 鄂木斯克时间         |
|  | UTC+7  | MSK+4: 克拉斯诺亚尔斯克时间 |
|  | UTC+8  | MSK+5: 伊尔库茨克时间       |
|  | UTC+9  | MSK+6: 雅库茨克时间         |
|  | UTC+10 | MSK+7: 符拉迪沃斯托克时间   |
|  | UTC+11 | MSK+8: 馬加丹時間           |
|  | UTC+12 | MSK+9: 堪察加时间           |

马加丹时间（俄语：магада́нское вре́мя，简称MAGT）是俄罗斯的一个时区，以马加丹州首府马加丹命名。马加丹时间比UTC早11个小时（UTC+11），比莫斯科时间早八个小时（MSK+8）。
2010年3月28日，当其余各时区变为夏令时，调快一小时的时候，原使用堪察加时间的堪察加边疆区与楚科奇自治区保持不变，与马加丹时间同步。此后，堪察加时间被弃用。而在2014年10月26日，俄罗斯重用堪察加时间。
1981年开始，苏联实行夏令时。夏令时期间，马加丹时间为UTC+12。其余时期，为UTC+11。2014年10月26日起，俄罗斯永久实行冬令时。
2014年10月26日至2016年4月24日，馬加丹時間使用UTC+10（MSK+7），即海参崴时间。
在时区信息数据库中，与之对应的是Asia/Anadyr、Asia/Kamchatka与Asia/Magadan。

## 覆盖区域
- 马加丹州
- 萨哈林州
- 萨哈共和国东部八區